# Błaskowizna (stacja kolejowa)
Błaskowizna – zlikwidowana towarowa stacja kolejowa w Bachanowie, w gminie Jeleniewo, w powiecie suwalskim w województwie podlaskim, w Polsce. Położona na linii kolejowej z Pobłędzia do Bachanowa. Linia ta została ukończona w 1941 roku i rozebrana w 1944 roku.